# هری گارساید
هری گارساید (انگلیسی: Harry Garside؛ زادهٔ ۲۲ ژوئیهٔ ۱۹۹۷) بوکسور اهل استرالیا است.
وی در مسابقات کشوری و بین‌المللی در مجموع برندهٔ ۱ مدال طلا، ۱ مدال برنز شده‌است.